# Масло Х
Ма́сло Х (кубові залишки ректифікації циклогексанолу) — суміш циклічних спиртів (циклогексанолу і дициклогексанолу), етерів карбонових і дикарбонових кислот, вуглеводів.
Масло отримують при виробництві капролактаму методом окиснення киснем повітря. Використовується як флотореагент при флотації вугілля.
Технічні константи масла Х такі: 
- температура застигання — -40°C;
- густина — 980—1010 кг/м³;
- кінематична в'язкість — до 80·10–6 м²/с.

При флотації вугілля витрати масла Х становлять 150—00 г/т при витраті збирача 1500—2000 г/т.
Перевагою масла Х є стійкість до гасіння піни аполярними збирачами.